# Shadley van Schalkwyk
Shadley Claude van Schalkwyk (* 5. Juli 1988 in Kapstadt, Südafrika) ist ein südafrikanischer Cricketspieler, der seit 2024 für die Nationalmannschaft der Vereinigten Staaten spielt.

## Kindheit und Ausbildung
Schalkwyk besuchte die Wynberg Boys' High School. Er besuchte mit einer Schulmannschaft Pakistan im Jahr 2006 und wurde daraufhin in die South African Academy aufgenommen.

## Aktive Karriere
Schalkwyk spielte zunächst für die Western Province. Sein First-Class-Debüt erfolgte in der Saison 2008/09 für die Eagles, nachdem er nach Free State gewechselt war. Mit ihnen nahm er unter anderem an der Champions League Twenty20 2009 teil. Bis zur Saison 20219/20 absolvierte er 97 First-Class-Spiele. Im Jahr 2021 wechselte er zu den Seattle Thunderbolts in den Vereinigten Staaten und absolvierte so eine dreijährige Residenzpflicht in den Vereinigten Staaten, bevor er für deren Nationalmannschaft spielberechtigt war. Sein Twenty20-Debüt erfolgte bei der Tour gegen Kanada im April 2024. Kurz darauf wurde er für den Kader für den ICC Men’s T20 World Cup 2024 nominiert.